# Crotaphytidae
Crotaphytidae  (лат.) — семейство игуанообразных ящериц, обитающих на юго-западе Северной Америки от Орегона до Миссисипи, а также на севере Мексики.

## Внешний вид
Представители этого семейства достигают длины 10—14 см. От других семейств игуанообразных их отличают особенности в строении черепа, а также:
- Отсутствие возвышенной холки на спине и хвосте
- Отсутствие горлового мешка
- Отсутствие межчелюстного щитка
- Отсутствие костяных наростов и шипов на голове
- Отсутствие защитной чешуи на ушах
- Отсутствие увеличенной чешуи на пальцах

## Поведение

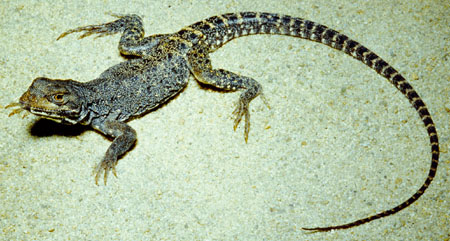
Gambelia copei

Представители семейства обитают в пустынях и других засушливых регионах, преимущественно на каменистом грунте. Их рацион состоит из насекомых и других беспозвоночных, а также небольших ящериц. При опасности они издают звуки и способны убегать исключительно на задних лапах.

## Систематика
Ранее считались подсемейством игуановых, однако были возведены в ранг семейства в 1989 году. Их внутренняя систематика выглядит следующим образом:
- Пустынные ошейниковые игуаны (Crotaphytus)
  - Crotaphytus antiquus
  - Crotaphytus bicinctores
  - Ошейниковая пустынная игуана (Crotaphytus collaris)
  - Crotaphytus grismeri
  - Островная ошейниковая игуана (Crotaphytus insularis)
  - Crotaphytus nebrius
  - Сетчатая ошейниковая игуана (Crotaphytus reticulatus)
  - Crotaphytus vestigium
- Леопардовые ящерицы (Gambelia)
  - Gambelia copeii
  - Тупоносая леопардовая ящерица (Gambelia sila)
  - Длинноносая леопардовая ящерица (Gambelia wislizenii)